# Амбар на саоницама породице Коруцић
Амбар на саоницама породице Коруцић је под заштитом Покрајинског завода за заштиту споменика културе Петроварадин. С обзиром да представља значајну историјску грађевину, проглашена је непокретним културним добром Републике Србије. Налази се у улици Николе Пашића 49.

## Историја
Према урезаној години градње на угаоном чеоном стубу, амбар је подигнут 1838. године. Грађен је на саоницама у скелетној конструкцији од храстовине са испуном од чамових талпи ужлебљених у стубове. Кров је на две воде покривен бибер црепом, првобитна кровна конструкција покривена шиндром је пропала и замењена је постојећом. Забати су од дасака, а на чеоној страни су врата причвршћена оковом. Амбари са вратима на забату, познати као тип амбара западне Србије, у варијанти на саоницама су карактеристични за северну Бачку, а посебно околину Сомбора. Као варијанта амбара на преношење, амбар на саоницама у Стапару је представљао пример који употпуњава типолошку слику традиционалних зграда за смештај и чување жита, сада више не постоји јер је изгорео у пожару.